# Terry Teagle
Terry Michael Teagle (Broaddus, Texas, 10 de abril de 1960) es un exjugador de baloncesto estadounidense que jugó once temporadas en la NBA, además de hacerlo en la liga italiana y ocasionalmente en la CBA. Con 1,98 metros de altura, lo hacía en la posición de escolta.

## Trayectoria deportiva

### Universidad
Jugó cuatro temporadas con los Bears de la Universidad de Baylor, en las que promedió 19,9 puntos y 7,3 rebotes por partido. es el máximo anotador de la historia de los Bears, con 2.189 puntos conseguidos. Fue elegido como Jugador del Año de la ya desaparecida Southwest Conference en 1980, e incluido en el segundo quinteto del All-American en 1982.

### Profesional
Fue elegido en la decimosexta posición del Draft de la NBA de 1982 por Houston Rockets, donde, tras una buena primera temporada en la que fue titular en más de la mitas de los partidos, promediando 10,4 puntos y 2,7 rebotes por partido, pasó directamente a jugar los minutos de la basura al año siguiente, debido sobre todo al cambio de entrenador de Del Harris a Bill Fitch.
Fue despedido, y poco antes del comienzo de la temporada 1984-85 firmó como agente libre por Detroit Pistons, pero solo jugó 5 minutos en dos partidos antes de ser nuevamente cortado. Al verse sin equipo, no cambió de ciudad, aceptando jugar el resto de la temporada con los Detroit Spirits de la CBA, donde promedió 19,5 puntos y 4,3 rebotes por partido. Antes de acabar la temporada, fue reclamado por los Golden State Warriors, quienes en un principio lo contrataron hasta el final de temporada, pero que quedaron satisfechos con el jugador, ofreciéndole un contrato multianual.
En los Warriors jugó sus cinco mejores temporadas como profesional, pasando en todas ellas de los 11 puntos por partido, destacando sobre todo la temporada 1989-90, en la que fue el tercer mejor anotador de su equipo tras las dos grandes estrellas del mismo: Chris Mullin y Mitch Richmond, al conseguir 16,1 puntos por partido, a los que añadió 4,5 rebotes.
Al año siguiente Los Angeles Lakers se interesan por él, consiguiéndolo a cambio de una primera ronda del draft de 1991. Su nueva misión en el equipo angelino fue la de dar minutos de descanso a los titulares Magic Johnson y Byron Scott, cumpliendo a la perfección en su primera temporada en el equipo, siendo el mejor anotador entre los no titulares, con 9,9 puntos por partido. Esa año llegó a jugar por fin unas Finales de la NBA, en las que cayeron antes los Bulls de Michael Jordan por 4 victorias a 1. A pesar de que al año siguiente sus estadísticas fueron aún mejores, llegando hasta los 10,7 puntos por partido, los Lakers renunciaron a sus derechos.
Viéndose sin equipo, y ya con 31 años, decidió aceptar la oferta para cruzar el charco e irse a jugar a la Benetton Treviso de la liga italiana. Allí promedió 23 puntos y 6,9 rebotes por partido, ganando además la Copa de Italia, derrotando en la final a la Virtus Bologna. Poco antes del comienzo de los Playoffs de la NBA de 1993 fue fichado para reforzar el equipo de los Houston Rockets, donde disputó 7 partidos antes de regresar a Italia, fichando por el Amatori Udine, donde jugaría una única temporada, en la que promedió 15,5 puntos y 4,7 rebotes por partido. Tras jugar seis partidos en el Atenas de Córdoba de la liga argentina, acabó su carrera en el Baloncesto Fuenlabrada de la entonces denominada Liga EBA española.

## Estadísticas de su carrera en la NBA

### Temporada regular
| Temporada | Edad | Equipo                | Liga | P   | TIT | MIN  | TC  | TCA  | %TC  | 3P  | 3PA | %3P  | TL  | TLA | %TL  | R.OF. | R.DEF. | REB | ASIS | ROB | TAP | PER | FP  | PTS  |
| 1982-83   | 22   | Houston Rockets       | NBA  | 73  | 44  | 23.4 | 4.5 | 10.6 | .428 | 0.1 | 0.4 | .345 | 1.2 | 1.7 | .696 | 1.0   | 1.6    | 2.7 | 2.1  | 0.7 | 0.2 | 1.9 | 2.3 | 10.4 |
| 1983-84   | 23   | Houston Rockets       | NBA  | 68  | 0   | 9.1  | 2.2 | 4.6  | .470 | 0.1 | 0.4 | .259 | 0.5 | 0.6 | .841 | 0.4   | 0.7    | 1.1 | 0.9  | 0.2 | 0.1 | 0.9 | 1.2 | 5.0  |
| 1984-85   | 24   | TOTAL                 | NBA  | 21  | 3   | 16.6 | 3.5 | 6.5  | .540 | 0.1 | 0.2 | .500 | 1.2 | 1.7 | .714 | 1.0   | 1.0    | 2.0 | 0.7  | 0.6 | 0.2 | 0.7 | 1.7 | 8.3  |
| 1984-85   | 24   | Detroit Pistons       | NBA  | 2   | 0   | 2.5  | 0.5 | 1.0  | .500 | 0.0 | 0.0 |      | 0.0 | 0.0 |      | 0.0   | 0.0    | 0.0 | 0.0  | 0.0 | 0.0 | 0.5 | 1.0 | 1.0  |
| 1984-85   | 24   | Golden State Warriors | NBA  | 19  | 3   | 18.1 | 3.8 | 7.1  | .541 | 0.1 | 0.2 | .500 | 1.3 | 1.8 | .714 | 1.2   | 1.1    | 2.3 | 0.7  | 0.7 | 0.3 | 0.7 | 1.8 | 9.1  |
| 1985-86   | 25   | Golden State Warriors | NBA  | 82  | 52  | 26.3 | 5.8 | 11.7 | .496 | 0.0 | 0.3 | .160 | 2.6 | 3.2 | .796 | 1.2   | 1.7    | 2.9 | 1.4  | 0.9 | 0.4 | 1.7 | 2.9 | 14.2 |
| 1986-87   | 26   | Golden State Warriors | NBA  | 82  | 0   | 20.1 | 4.5 | 9.9  | .458 | 0.0 | 0.1 | .000 | 2.2 | 2.9 | .778 | 0.8   | 1.3    | 2.1 | 1.3  | 0.8 | 0.2 | 1.4 | 2.3 | 11.2 |
| 1987-88   | 27   | Golden State Warriors | NBA  | 47  | 4   | 20.4 | 5.3 | 11.6 | .454 | 0.0 | 0.2 | .111 | 2.1 | 2.6 | .802 | 0.9   | 0.9    | 1.7 | 1.3  | 0.7 | 0.1 | 1.7 | 2.0 | 12.6 |
| 1988-89   | 28   | Golden State Warriors | NBA  | 66  | 41  | 23.8 | 6.2 | 13.0 | .476 | 0.0 | 0.2 | .167 | 2.8 | 3.4 | .809 | 1.7   | 2.3    | 4.0 | 1.5  | 1.2 | 0.3 | 1.8 | 2.6 | 15.2 |
| 1989-90   | 29   | Golden State Warriors | NBA  | 82  | 49  | 29.0 | 6.6 | 13.7 | .480 | 0.0 | 0.2 | .214 | 3.0 | 3.6 | .830 | 1.4   | 3.1    | 4.5 | 1.9  | 1.1 | 0.2 | 1.8 | 2.8 | 16.1 |
| 1990-91   | 30   | Los Angeles Lakers    | NBA  | 82  | 0   | 18.3 | 4.1 | 9.2  | .443 | 0.0 | 0.1 | .000 | 1.8 | 2.2 | .819 | 1.0   | 1.2    | 2.2 | 1.0  | 0.4 | 0.1 | 1.0 | 2.0 | 9.9  |
| 1991-92   | 31   | Los Angeles Lakers    | NBA  | 82  | 0   | 19.5 | 4.4 | 9.8  | .452 | 0.0 | 0.0 | .250 | 1.8 | 2.4 | .766 | 1.1   | 1.1    | 2.2 | 1.4  | 0.8 | 0.1 | 1.4 | 1.8 | 10.7 |
| 1992-93   | 32   | Houston Rockets       | NBA  | 2   | 0   | 12.5 | 1.0 | 3.5  | .286 | 0.0 | 0.0 |      | 0.5 | 1.0 | .500 | 0.0   | 1.5    | 1.5 | 1.0  | 0.0 | 0.0 | 0.5 | 0.5 | 2.5  |
| Total     |      |                       | NBA  | 687 | 193 | 21.1 | 4.8 | 10.3 | .465 | 0.0 | 0.2 | .210 | 2.0 | 2.5 | .792 | 1.1   | 1.6    | 2.6 | 1.4  | 0.8 | 0.2 | 1.5 | 2.2 | 11.6 |

### Playoffs
| Temporada | Edad | Equipo                | Liga | P  | MIN | TCA | TC  | 3PA | 3P | TLA | TL  | R.OF. | REB | ASIS | ROB | TAP | PER | FP  | PTS | %TC  | %3P  | %FT  | MIN  | PTS  | REB | AST |
| 1986-87   | 26   | Golden State Warriors | NBA  | 10 | 233 | 57  | 124 | 0   | 2  | 30  | 38  | 13    | 20  | 13   | 8   | 1   | 14  | 27  | 144 | .460 | .000 | .789 | 23.3 | 14.4 | 2.0 | 1.3 |
| 1988-89   | 28   | Golden State Warriors | NBA  | 8  | 240 | 70  | 141 | 0   | 2  | 18  | 22  | 15    | 37  | 10   | 8   | 3   | 13  | 27  | 158 | .496 | .000 | .818 | 30.0 | 19.8 | 4.6 | 1.3 |
| 1990-91   | 30   | Los Angeles Lakers    | NBA  | 18 | 274 | 47  | 125 | 0   | 0  | 25  | 32  | 8     | 28  | 11   | 8   | 4   | 16  | 31  | 119 | .376 |      | .781 | 15.2 | 6.6  | 1.6 | 0.6 |
| 1991-92   | 31   | Los Angeles Lakers    | NBA  | 4  | 126 | 27  | 55  | 0   | 0  | 16  | 20  | 3     | 13  | 8    | 5   | 2   | 8   | 18  | 70  | .491 |      | .800 | 31.5 | 17.5 | 3.3 | 2.0 |
| 1992-93   | 32   | Houston Rockets       | NBA  | 5  | 12  | 2   | 5   | 0   | 0  | 0   | 2   | 0     | 0   | 0    | 0   | 0   | 3   | 1   | 4   | .400 |      | .000 | 2.4  | 0.8  | 0.0 | 0.0 |
| Total     |      |                       | NBA  | 45 | 885 | 203 | 450 | 0   | 4  | 89  | 114 | 39    | 98  | 42   | 29  | 10  | 54  | 104 | 495 | .451 | .000 | .781 | 19.7 | 11.0 | 2.2 | 0.9 |